# Teologisk-filosofisk examen
Teologisk-filosofisk examen (även kallad teologicofilen, teokofilen eller teofilen), var i Sverige under åren 1877–1955 en förberedande examen som avlades vid filosofisk fakultet.
För tillträde till teologisk fakultet krävdes under denna period antingen filosofie kandidatexamen eller teologisk-filosofisk examen, omfattande ämnena latin, klassisk grekiska, hebreiska, teoretisk filosofi och historia. År 1903 inskränktes dock teologisk-filosofisk examen till att endast omfatta grekiska, hebreiska och filosofi.
Motsvarande examina fanns även inför studier vid juridisk fakultet (juridisk preliminärexamen) och vid medicinsk fakultet (mediko-filosofisk examen).